# 빅스 (음악 그룹)
빅스(VIXX)는 젤리피쉬 엔터테인먼트 소속의 대한민국 4인조 보이그룹이다. 그룹명은 Voice, Visual, Value In Excelsis 로 최고의 보이스, 비주얼, 가치를 지닌 그룹이라는 의미이다. 데뷔 전 '마이돌'이라는 연습생 서바이벌에 출연했다.
현재 멤버 혁는 병역을 이행 중에 있으며 3인 체제로 팀 활동 중이다.

## 구성원
| 이름 | 소개 |
| ---- | --- |
| 엔   | - 본명 : 차학연 (車學沇) - 생년월일 : 1990년 6월 30일(34세) - 출생지 : 대한민국 경상남도 창원시 성산구 - 학력 : 호원대학교 뮤지컬학과 (졸업) - 활동기간 : 2012년 5월 24일 ~ 현재         |
| 레오 | - 본명 : 정택운 (鄭澤運) - 생년월일 : 1990년 11월 10일(34세) - 출생지 : 대한민국 서울특별시 서초구 양재동 - 학력 : 백석대학교 대학원 (작곡학 / 재학) - 활동기간 : 2012년 5월 24일 ~ 현재 |
| 켄   | - 본명 : 이재환 (李在煥) - 생년월일 : 1992년 4월 6일(33세) - 출생지 : 대한민국 서울특별시 광진구 자양동 - 학력 : 백석대학교 실용음악학과 (졸업) - 활동기간 : 2012년 5월 24일 ~ 현재      |
| 혁   | - 본명 : 한상혁 (韓相爀) - 생년월일 : 1995년 7월 5일(29세) - 출생지 : 대한민국 대전광역시 동구 산내동 - 학력 : 단국대학교 문화예술대학원 (졸업) - 활동기간 : 2012년 5월 24일 ~ 현재      |

### 이전 구성원
| 이름 | 소개 |
| ---- | --- |
| 홍빈 | - 본명 : 이홍빈 (李弘彬) - 생년월일 : 1993년 9월 29일(31세) - 출생지 : 대한민국 서울특별시 광진구 군자동 - 학력 : 백석대학교 대학원 (실용음악학 / 석사과정) - 활동기간 : 2012년 5월 24일 ~ 2020년 8월 7일 |
| 라비 | - 본명 : 김원식 (金元植) - 생년월일 : 1993년 2월 15일(32세) - 출생지 : 대한민국 서울특별시 송파구 잠실동 - 학력 : 백석대학교 대학원 (실용음악학 / 재학) - 활동기간 : 2012년 5월 24일 ~ 2023년 4월 11일    |

## 음반 외 활동

### TV 프로그램
- 2014년 SBS 수목드라마 《상속자들》
- 2014년 MBC 주말드라마 《호텔킹》 - 노아 역 (엔)
- 2014년 MBC 에브리원 시트콤 《하숙 24번지》 - 이재환 역 (켄)
- 2015년 SBS 주말드라마 《떴다 패밀리》 - 차학연 역 (엔)
- 2015년 KBS 월화드라마 《발칙하게 고고》 - 하동재 역 (엔)
- 2017년 OCN 주말드라마 《터널》 - 박광호 역 (엔)
- 2017년 KBS 월화드라마 《완벽한 아내》 - 브라이언 리 역 (엔)
- 2018년 tvN 수목드라마 《아는 와이프》 - 김환 역 (엔)
- 2018년~2019년 1월 MBC 수목드라마 《붉은 달 푸른 해》 - 이은호 역 (엔)
- 2019년 tvN 월화드라마 《위대한 쇼》 - 최정우 역 (혁)

### 버라이어티 쇼
- 2012년 4월 12일~2012년 5월 31일 Mnet 《Mnet 마이돌》
- 2012년 6월 25일~2012년 11월 1일 SBS MTV 《MTV 다이어리》
- 2012년 tvN 《더 로맨틱 & 아이돌》 - (엔)
- 2013년 4월 2일~2013년 4월 30일 SBS MTV 《플랜V 다이어리》
- 2012년 6월 19일~2014년 5월 27일 《Every Tuesday night 9:00 VIXX TV》 - VIXX 공식 유튜브 방송
- 2014년 9월 25일~2019년 5월 3일 《Every Other Week Thursday night 9:00 VIXX TV2》 - VIXX 공식 유튜브 방송
- 2014년 MBC 에브리원 《형돈이와 대준이의 히트제조기 - 시즌 1》 - (엔, 혁)
- 2014년~2015년 MBC 에브리원 《형돈이와 대준이의 히트제조기 - 시즌 2》 - (엔, 혁)
- 2014년 tvN 《오늘부터 출근 : 속옷회사 편》 - (엔)
- 2015년 MBC MUSIC 《VIXX의 어느 멋진 날》
- 2015년 MBC 에브리원 《신동엽과 총각파티》 - (엔)
- 2015년 Mnet 《쇼미더머니4》 - (참가자 : 라비)
- 2016년 MBC 《듀엣가요제》 - (참가자 : 켄, 최상엽, 레오)
- 2017년 skyTravel 《VIXX가 사랑한 아시아》
- 2018년 KBS 2TV 《배틀트립》 - (엔, 홍빈)
- 2019년 KBS 2TV 《1박 2일 시즌4》 - (라비)

### 뮤지컬
- 2014년 풀하우스 - 이영재 역 (레오)
- 2015년 체스 - 아나톨리 역 (켄)
- 2015년 신데렐라 - 크리스토퍼 역 (켄)
- 2016년 마타하리 - 아르망 역 (레오)
- 2016년~2017년 몬테크리스토 - 알버트 역 (레오)
- 2017년 인더하이츠 - 베니 역 (엔)
- 2017년 꽃보다남자 - 도묘지 츠카사 역 (켄)
- 2017년 햄릿 - 햄릿 역 (켄)
- 2017년 마타하리 - 아르망 역 (레오)
- 2017년 타이타닉 - 프리드릭 바렛 역 (켄)
- 2017년~2018년 더 라스트 키스 - 황태자 루돌프 역 (레오)
- 2018년 아이언 마스크 - 루이/ 필립 역 (켄)
- 2018년~2019년 엘리자벳 - 토드 역 (레오)
- 2019년 잭 더 리퍼 - 다니엘 역 (켄)
- 2019년 광염소나타 - S 역 (켄)
- 2019년 메피스토 - 메피스토 역 (켄)
- 2019년 마리 앙투아네트 - 악셀 폰 페르젠 백작 역 (레오)
- 2019년 드라큘라 - 드라큘라 역 (켄)
- 2019년 귀환 - 과거 해일 (엔)
- 2020년 셜록홈즈: 사라진 아이들 - 클라이브 (켄)
- 2020년 여명의 눈동자 - 권동진 역 (혁)
- 2021년 프랑켄슈타인 - 앙리 뒤프레/ 괴물 역 (레오)
- 2022년 엑스칼리버 - 아더 역 (켄)
- 2022년 인간의 법정 - 아오 (켄)
- 2022년 번지점프를 하다 - 서인우 역 (레오)
- 2022년 인간의 법정 - 아오 역 (켄)
- 2022년 웨스트 사이드 스토리 - 리프 역 (레오)
- 2024년 노트르담 드 파리 - 페뷔스 (켄)
- 2024년 부치하난 - 부치하난/누리 (레오)
- 2024년 그레이트 코멧 - 아나톨 (레오)
- 2024년 고스트 베이커리 - 유령 (켄)
- 2025년 멤피스 - 휴이 (레오)

### 연극
- 2019년 잃어버린 마을 - 재구 역 (혁)
- 2023년 테베렌드 - 마르틴/페데리코 (레오)
- 2024년 테베렌드 - 마르틴/페데리코 (레오)

### 광고 모델
- 2013년 스위스 시계 브랜드 'JOWISSA'
- 2014년 동서식품 'TIO'
- 2014년 SPA 브랜드 'STAFF'
- 2015년 캐쥬얼 의류 브랜드 'FELTICS'
- 2016년 대한민국 오픈 마켓 '11번가'
- 2016년 데님 브랜드 '잠뱅이'
- 2016년 아메리칸 스포츠 클래식 브랜드 '포니(PONY)'
- 2017년 교복전문브랜드 '아이비클럽'
- 2019년 의류브랜드'FILA'

### 홍보대사
- 2012년 구세군 자선냄비 홍보대사
- 2013년 EYE CAMP 원정대 홍보대사
- 2014년 한류박람회 홍보대사